# Cynewulf (dichter)
Cynewulf was een Angelsaksisch religieus dichter die leefde aan het eind van de 8e en het begin van de 9e eeuw. Wat over hem bekend is, is op te maken uit zijn eigen runen-inscripties in de epiloog van vier bewaard gebleven gedichten.
Cynewulf zou afkomstig zijn uit Mercia en een groot deel van zijn leven hebben doorgebracht in Northumbria. Hij zou een geleerd man zijn geweest, aangezien zijn werk is gebaseerd op Latijnse teksten.
Werken die aan Cynewulf worden toegeschreven zijn bewaard gebleven in het Exeter Book en in het Vercelli Book.

## Werk
- In het Exeter Book:
  - The Ascension (ook bekend als Christ II)
  - Juliana
- In het Vercelli Book:
  - Elene
  - The Fates of the Apostles